# AS Vita Club
AS Vita Club, grundad 1935, är en fotbollsklubb i Kinshasa i Demokratiska republiken Kongo. Klubben spelar säsongen 2021/2022 i Kongos högstadivision, Linafoot.
Klubben grundades 1935 med namnet Renaissance, och fick sitt nuvarande namn först 1971. Vita Club är med sina 14 ligatitlar den näst mest framgångsrika klubben i Kongo, efter TP Mazembe från Lubumbashi. Därtill har klubben vunnit föregångaren till afrikanska Champions League, African Cup of Champions Clubs, vid ett tillfälle, 1973. I finalen ställdes Vita Club mot Asante Kotoko från Ghana, som vann det första mötet med 4–2 på hemmaplan. I returen i Kinshasa stod Vita Club för en vändning genom att vinna med 3–0, och vann därmed titeln efter totalt 5–4.

## Meriter i urval

### Nationella
- Linafoot (14): 1970, 1971, 1972, 1973, 1975, 1977, 1980, 1988, 1993, 1997, 2003, 2010, 2014/2015, 2017/2018
- Kongolesiska cupen (9): 1971, 1972, 1973, 1975, 1977, 1981, 1982, 1983, 2001
- Kongolesiska supercupen (1): 2015

### Internationella
- African Cup of Champions Clubs (1): 1973

## Placering tidigare säsonger
| Säsong  | Nivå | Liga         | Placering | Referens | Notering |
| ------- | ---- | ------------ | --------- | -------- | -------- |
| 2013    | 1    | Division Une | 2         | [ 4 ]    |          |
| 2013/14 | 1    | Division Une | 3         | [ 5 ]    |          |
| 2014/15 | 1    | Linafoot     | 1         | [ 6 ]    |          |
| 2015/16 | 1    | Linafoot     | 2         | [ 7 ]    |          |
| 2016/17 | 1    | Linafoot     | 2         | [ 8 ]    |          |
| 2017/18 | 1    | Linafoot     | 1         | [ 9 ]    |          |
| 2018/19 | 1    | Linafoot     | 2         | [ 10 ]   |          |
| 2019/20 | 1    | Linafoot     | 2         | [ 11 ]   |          |
| 2020/21 | 1    | Linafoot     | 1         | [ 12 ]   |          |
| 2021/22 | 1    | Linafoot     | 2         | [ 13 ]   |          |